# Leucauge venustella
Leucauge venustella este o specie de păianjeni din genul Leucauge, familia Tetragnathidae, descrisă de Strand, 1916. Conform Catalogue of Life specia Leucauge venustella nu are subspecii cunoscute.